# 羅仕德
羅仕德 MLA （1962/1963年—），加拿大政治人物，現任卑詩保守黨黨魁和卑詩官方反對黨領袖。他於2005年首次當選為卑詩省議會議員，代表佐治王子城—奧米尼加選區，2009年起則代表尼查科湖泊選區。他過去曾是卑詩自由黨黨員，並曾於省長簡蕙芝內閣中擔任原住民關係及和解廳長，和林木、土地及天然資源運作廳長。 

## 背景及個人生活
羅仕德在卑詩省佐治王子城土生土長，一生都生活在該省北部，2009年起與妻子定居於克魯古兹湖。晉身省政前他曾供職林木業20年，1995年創辦「西部地理資訊系統」顧問公司。2002年-05年間，他曾出任佐治王子城57號校區學務委員。

## 政治生涯

### 卑詩自由黨
他於2005年省選中代表卑詩自由黨競逐省議會佐治王子城—奧米尼加選區議席並告當選，首度出任省議員。該選區解散後，他於2009年省選改為競逐尼查科湖泊選區議席並告連任。他在首兩屆省議員任期間擔任林木、土地及天然資源運作廳長的林木議會秘書，以及環境和土地使用委員會、立法覆核委員會、庫房委員會、教育常設委員會、公共帳目常設委員會以及衛生常設委員會的成員。
羅仕德於2013年省選再次連任為省議員，並於同年6月10日被省長簡蕙芝任命為原住民關係及和解廳長。他於2017年省選連任後在簡蕙芝內閣中留任該職，同年6月22日起兼任林木、土地及天然資源運作廳長，接替出任省議會議長的湯遜（Steve Thomson）。隨著自由黨少數政府於同年7月倒台，羅仕德亦卸任該兩廳長職務。
2020年省選羅仕德再度連任省議員，並出任自由黨的林木、土地及天然資源運作評議員。他在網上暗示二氧化碳排放不會導致氣候變化後，黨魁馮宜幹於2022年8月18日把他逐出自由黨黨團，此後他以獨立身份在省議會議政。

### 卑詩保守黨
2023年2月16日，羅仕德加入卑詩保守黨，讓該黨重回省議會。他指自己與自由黨黨魁馮宜幹之間出現「不能和解的分歧」，因而轉投保守黨。他再於同年3月23日宣佈角逐卑詩保守黨黨魁一職，接替辭職的卓華·博林，同月31日在無競爭對手下自動當選。
在2024年省選中，羅仕德帶領保守党以45席的姿態重返卑詩省議會，緊逼新民主黨的46席而產生懸峙議會。這是該黨自1975年以来首次选出省議员、亦是自1903年建黨以來獲得最多票數和席位的一次。最終計票結果顯示保守党贏得44席，成為官方反對黨。

## 外部連結
- （英文）卑詩省議會網站 羅仕德議員簡介 （页面存档备份，存于）